# Degas (cráter)
Degas es un cráter de impacto de 54 km de diámetro del planeta Mercurio. Debe su nombre al pintor francés Edgar Degas (1834-1917), denominación aprobada por la  Unión Astronómica Internacional en 1979.

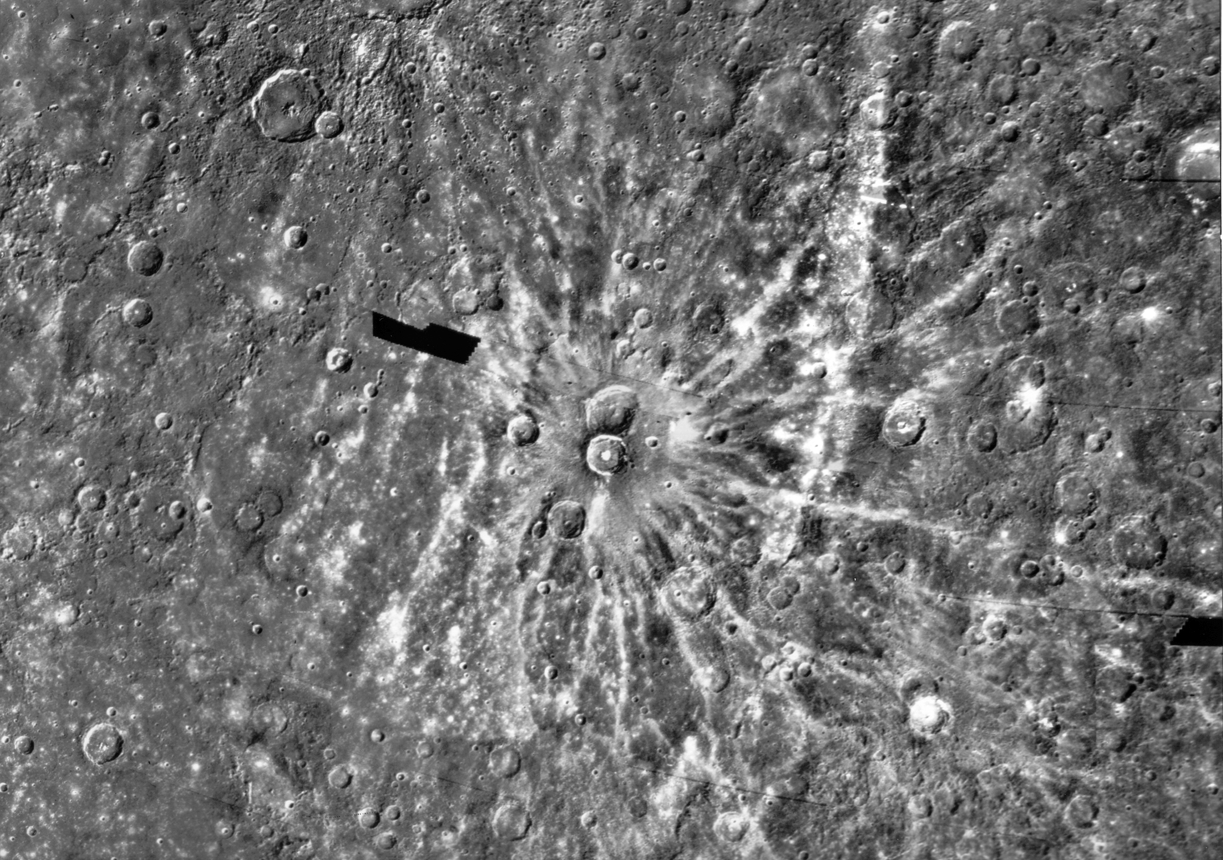
Imagen del cráter Degas y de sus rayos, hecha por la sonda espacial Mariner 10 en 1974

Sus rayos están formados por material de color claro eyectado durante la formación del cráter. Los impactos tan antiguos como el Degas están cubiertos por estas marcas radiales, mientras que los cráteres más recientes se superponen a los rayos.
La superficie del cráter contiene grietas que se formaron cuando la depresión rellena de material fundido creada por el impacto se enfrió y contrajo. El material de alta reflectancia en las paredes y en la parte central del cráter probablemente tiene una composición diferente que el de la superficie del cráter y sus alrededores. Las condiciones de iluminación y el desplazamiento hacia abajo del material erosionado que expone la roca fresca también contribuyen a su apariencia brillante.